# Ernst Gundolf
Ernst Gundolf, eigentlich Ernst Gundelfinger (* 24. Dezember 1881 in Darmstadt; † 15. Mai 1945 in London), war ein deutscher Autor, Zeichner, Grafiker und Maler. 

## Leben
Ernst Gundolf war ein Sohn des jüdischen Mathematikers Sigmund Gundelfinger (Professor an der Technischen Hochschule Darmstadt) und dessen Ehefrau Amalie, geb. Gunz (1857–1922), Tochter eines Augsburger Großhändlers. Der Germanist Friedrich Gundolf war sein älterer Bruder.
Nach dem Besuch des Ludwig-Georgs-Gymnasiums in seiner Geburtsstadt Darmstadt begann Ernst Gundolf ein Studium der Rechtswissenschaften, das er jedoch aus gesundheitlichen Gründen abbrach. Er litt unter Tuberkulose und besuchte in den Jahren ab 1902 regelmäßig Luftkurorte im Schweizer Sertigtal. Er beschäftigte sich als Privatgelehrter, einen regulären Beruf ergriff er zeitlebens nicht. Im Zuge des Ersten Weltkriegs wurde er 1916 eingezogen und als Büroschreiber in Belgien und Frankreich verwendet. Von 1925 bis 1936 führte er seine Kuraufenthalte im Sertigtal fort.
Gundolf hatte seinen Wohnsitz in Darmstadt. Wie sein Bruder gehörte er zum Kreis um Stefan George, wo er als „Weisheitsrat“ bzw. „Weisheitsbeirat“ galt. Neben seinen Aufenthalten in der Schweiz reiste er auch mehrfach nach München. Dort bewegte er sich in den Kreisen um Alfred Kubin und Karl Wolfskehl. Er war auch mit den Berliner Malern Reinhold und Sabine Lepsius befreundet.
Gundolf verfasste nur wenige Texte. Von besonderer Bedeutung ist sein Essay Die Philosophie Henri Bergsons. Er erschien 1912 im dritten Jahrbuch für die geistige Bewegung (Verlag der Blätter für die Kunst) und war eine der ersten Gesamtdarstellungen der Philosophie Henri Bergsons in deutscher Sprache. Als weiterer bedeutender Aufsatz von Gundolf gilt Nietzsche als Richter: Sein Amt. Er konnte nicht wie geplant im folgenden Jahrbuch erscheinen, da dieses nicht mehr verwirklicht wurde, sondern kam 1923 zusammen mit Kurt Hildebrandts Band Nietzsche als Richter unserer Zeit heraus. In den Mittelpunkt beider Essays stellte Gundolf die Idee des „Allgemein-Menschlichen“, in der die Dichtung Georges ihre „theoretische Mitte“ findet, und die in der Antike in maßgeblichem Sinne verwirklicht gewesen sei.
Als bildender Künstler war Gundolf Autodidakt. Ab ca. 1900 fertigte er fast täglich Federzeichnungen an, außerdem schuf er Radierungen und Pastelle. Vier Jahrzehnte lang dienten ihm hauptsächlich Landschaften als Motiv, die in der Regel karg waren mit spärlichen Baumgruppen und stillen Gewässern. Seine Arbeiten zeigten Einflüsse des Jugendstils. Künstler wie Kubin, Aubrey Beardsley, Marcus Behmer und Melchior Lechter beeinflussten ihn. Ästhetisch orientierte er sich insbesondere an der chinesischen Zeichenkunst.

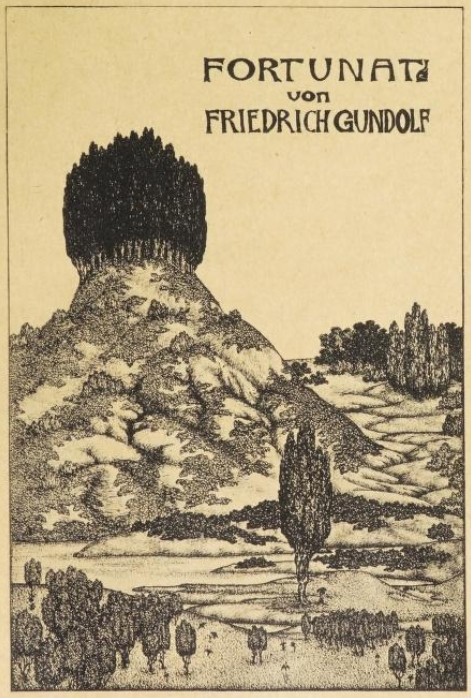
Von Ernst Gundolf gestaltetes Titelbild des Gedichtbandes Fortunat (1903)

Gundolf verschenkte seine Werke häufig im Freundeskreis und zeigte nur wenig Interesse daran, mit ihnen an die Öffentlichkeit zu treten und Ausstellungen zu beschicken. 1928 hatte er jedoch eine Einzelausstellung in der Kunsthalle Mannheim. Für Bücher des George-Kreises gestaltete er Titelbilder und Einbände (u. a. Fortunat von Friedrich Gundolf, 1903, und Kaiser Friedrich der Zweite von Ernst Kantorowicz, 1927). Der Verlag der Blätter für die Kunst brachte 1905 zwölf seiner Zeichnungen heraus.
Nach der Reichspogromnacht wurde Gundolf verhaftet und kurzzeitig im KZ Buchenwald interniert. Auf Drängen seiner Freunde verließ er kurz vor Beginn des Zweiten Weltkriegs Deutschland und emigrierte 1939 nach London. Seine langjährige enge Freundin bzw. Lebensgefährtin, die Darmstädter Lehrerin Else Kühner (1870–1957), blieb zurück. Im Exil lebte Gundolf trotz einiger neuer Bekanntschaften zu anderen Deutschen, mit denen er zusammen las und übersetzte, relativ isoliert und in Einsamkeit. In seinen letzten Lebensjahren schrieb er nicht mehr, blieb aber weiterhin künstlerisch tätig. Seine Arbeiten entwickelten sich zu dieser Zeit von Landschaften hin zu abstrakten Strichgebilden. Kurz nach dem Ende des Zweiten Weltkriegs erkrankte er und starb in London.
Werke von Gundolf wurden in die Kupferstichkabinette Berlin und Dresden aufgenommen, die Mannheimer Grafische Sammlung und Kunsthalle, das Institute of Germanic Studies in London und das Stefan-George-Archiv der Württembergischen Landesbibliothek.

## Publikationen
- Ernst Gundolf: Werke. Aufsätze, Briefe, Gedichte; Zeichnungen und Bilder. Herausgegeben, eingeleitet und kommentiert von Jürgen Egyptien. Mit einem Beitrag von Michael Thimann. Castrum Peregrini Press, Amsterdam 2006, ISBN 978-3-8353-0376-8.
- Nietzsche als Richter – Sein Amt. In: Ernst Gundolf, Kurt Hildebrandt: Nietzsche als Richter unserer Zeit. Hirt, Breslau 1923.